# Kirche Dörnfeld

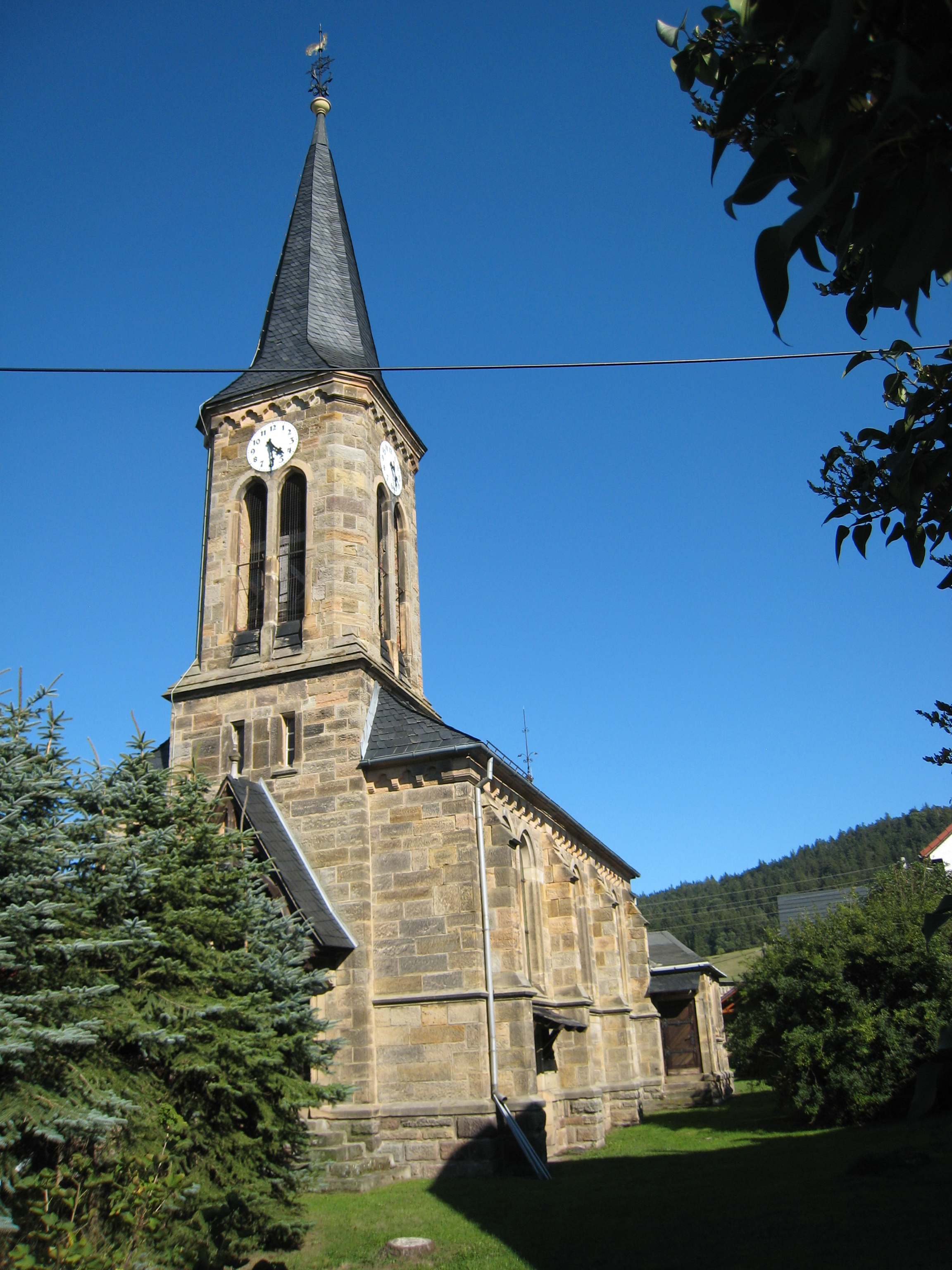
Kirche Dörnfeld

Die evangelisch-lutherische Kirche Dörnfeld steht in der Neuen Kirchgasse von Dörnfeld an der Ilm, einem Ortsteil der Stadt Stadtilm im Ilm-Kreis von Thüringen. Die Kirchengemeinde Dörnfeld gehört zum Pfarrbereich Griesheim im Kirchenkreis Arnstadt-Ilmenau der Evangelischen Kirche in Mitteldeutschland.

## Beschreibung
Die  neugotische Saalkirche stammt aus dem Jahr 1902 und wurde an die Stelle der alten Dorfkirche gesetzt. Teile des Vorgängerbaues wurden mit einbezogen. Die aus Werksteinen errichtete Kirche hat einen eingezogenen fünfseitig schließenden Chor. Im Westen steht der Glockenturm, der ein verschiefertes spitzes  Zeltdach trägt. Eine Besonderheit ist der offene Glockenstuhl. Das Langhaus, seine Wände sind mit Strebepfeilern verstärkt, hat ein kleeblattförmig profiliertes Traufgesims. Im Erdgeschoss des Turms befindet sich der Windfang. Seitlich des Durchganges ist je ein Epitaph aus der Mitte des 16. Jahrhunderts mit der Darstellung einer gerüsteten Figur. Das Langhaus hat eine hölzerne bemalte Decke. An drei Seiten sind Emporen, die im Querschnitt trapezförmig sind. Am Kanzelaltar wurden Reste eines spätgotischen Flügelaltars verwendet.
Die Orgel mit 9 Registern, verteilt auf ein Manual und ein Pedal, wurde um 1901 von Adam Eifert gebaut.